# Vilanoveta (Sant Pere de Ribes)
Vilanoveta és un nucli de població d'origen medieval de Sant Pere de Ribes que es troba a poc més de 3 km al SO del nucli de Ribes i a 500m de Les Roquetes.
Aquest petit veïnat ha estat identificat amb el topònim medieval de Fita-roja. Amb tot, el seu origen se situa quan a l'entorn d'un Mas Vidal s'hi va construir un caseriu que, per la seva situació, molt proper a Vilanova, va prendre el nom de Vilanoveta. Aquest caseriu tindrà un important creixement durant els segles xvi i xvii.
El 2023 tenia 32 habitants.